# 32603 Ariaeppinger
32603 Ariaeppinger este o planetă minoră (asteroid), cu un diametru de 5,351 km, din centura de asteroizi. A fost descoperită pe 22 august 2001 la Experimental Test Site⁠(d) de Lincoln Near-Earth Asteroid Research. 
Obiectul prezintă o orbită caracterizată de o semiaxă mare de 2,9571469 UAi, o excentricitate de 0,08, o înclinație de 8,59747 ° în raport cu ecliptica.